# Tianai Apollóniosz
Tianai Apollóniusz  (görögül:Ἀπολλώνιος ὁ Τυανεύς); i.e. 3 (15?) – i.sz. 97 körül) ókori görög filozófus,  az Anatóliai, Tiana városából, Kappadókia, akkoriban  Római tartomány. Róla szól a Tianai Apollóniosz élete, amelyet Philostratosz írt több mint egy évszázaddal a halála után.

## Élete
Apollóniosz tekintélyes és gazdag görög családba született. Elsődleges életrajzírója, Philostratus az idősebb (kb. 170 – 247) i. e. 3 körülre teszi, a római történetíró Cassius Dio (kb. 155 - 235) azt írja, hogy Apollonius a 90-es években a 40-es vagy 50-es éveiben járt, amiből a tudós, Maria Dzielska Kr. u. 40 körüli születési évet ad meg.

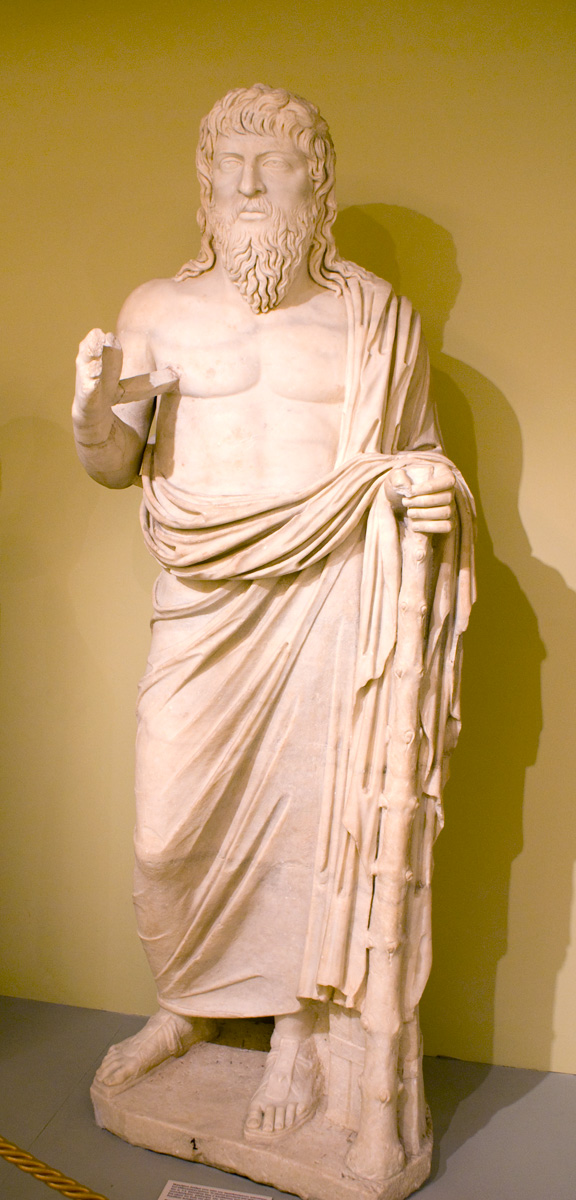
Vándorló filozófus, valószínűleg Tianai Apollóniuszt ábrázolja, aki élete egy részét Krétán töltötte és ott is halt meg. A krétai Gortinban találták (Kr. u. 2. század vége), jelenleg a krétai Heraklioni Régészeti Múzeumban található.

A legkorábbi és messze a legrészletesebb forrás a Tianai Apollóniosz élete, egy hosszú, regényes életrajz, amelyet a szofista Philostratus írt Julia Domna császárnő kérésére. A császárnő 217-ben halt meg  és a nő halála után, valószínűleg a Kr. u. 220-as vagy 230-as években fejezte be. Philostratus beszámolója formálta az Apollóniuszról alkotott képet az utókor számára. Bizonyos mértékig azért értékes forrás, mert olyan régebbi írásokból származó adatokat tartalmaz, amelyek Philostratosz számára elérhetőek voltak, de később eltűntek. E művek között van egy részlet (amelyet Euszebiosz megőrzött) az Az áldozatokról című műből, valamint Apolloniosz egyes állítólagos levelei. A bölcs valóban írhatott néhányat ezek közül a művek közül, a ma már nem létező Püthagorasz művei című munkájával együtt.  Legalább két életrajzi forrás, amelyet Philosztratosz használt, elveszett: a császári titkár, Maximus könyve, amely Apollonius tevékenységét írja le Maximus szülővárosában, Aigiában,  valamint egy bizonyos Moiragenész életrajza. A Philostratus által írt életrajztól elkülönítve fennmaradt Apollonius leveleinek gyűjteménye is, de ezek közül legalábbis néhány hamisnak tűnik.
Philostratus Apollóniust vándorló filozófiatanárként és csodatévő emberként írja le, aki főként Görögország és Kis-Ázsia területén tevékenykedett, de eljutott Itáliába, Spanyolországba és Észak-Afrikába, sőt Mezopotámiába, Indiába és Etiópiába is. Különösen hosszasan mesél arról, hogy Apollóniusz Néró császár filozófusokra vonatkozó tilalmának figyelmen kívül hagyásával belépett Róma városába, majd később vádlottként beidézték Domitianus udvarába, ahol nyers szavakkal szembeszállt a császárral. Állítólag azzal vádolták, hogy összeesküvést szőtt a császár ellen, emberáldozatot mutatott be, és mágia segítségével járványt jósolt. 
Az, hogy ebből mennyi fogadható el történelmi igazságként, nagyban függ attól, hogy a modern tudósok mennyire bíznak Philostratusban, és különösen attól, hogy hisznek-e Damis valóságában. E tudósok egy része azt állítja, hogy Apollóniosz soha nem jutott el Nyugat-Európába, és ott gyakorlatilag ismeretlen volt egészen a Kr. u. 3. századig, amikor Julia Domna császárnő, aki maga is Szíriából származott, úgy döntött, hogy népszerűsíti őt és tanításait Rómában.  E célból megbízta Philostratust, hogy írja meg az életrajzot, amelyben Apollóniust természetfeletti erőkkel rendelkező, még Püthagorasznál is nagyobb, rettenthetetlen bölcsnek magasztalja. Julia Domna Apollonius legendájának megalkotásában játszott szerepének ezt a nézetét némileg alátámasztja az a tény, hogy fia, Caracalla imádta őt.
Apollonius az iszlám világban is ismert személyiség volt.
Születésére a 3. vagy 4. századból származó Adanai felirat kivételével, és  Philostratuson kívül kevés más forrásból lehet következtetni.
Az adanai Feliratot C.P. Jones a következőképpen fordította: „Ez az Apollóról elnevezett, Tianából felragyogó ember kioltotta az emberek hibáit. A tianai sír (befogadta) a testét, de valójában az ég fogadta be, hogy kiűzze az emberek bajait (vagy: kiűzze a fájdalmakat az emberek közül)”. Úgy gondolják, hogy Kilikiaból,  hozták. Miroslav Marcovich azonban a szöveg egy részét így fordítja: "Bizony, Apollónius Tianában született, de a teljes igazság az, hogy ő egy ég küldte bölcs és gyógyító volt, egy új Püthagorasz."
Ahogy James Francis fogalmazott: "A legtöbb, amit elmondhatunk ... az, hogy Apollonius egy vándorló aszkéta/filozófus/csodatévő volt, aki a korai birodalom keleti részén gyakori típus volt." Amit biztonsággal feltételezhetünk, hogy valóban Püthagoreus volt, és mint ilyen, a püthagoreus hagyománynak megfelelően ellenezte az állatáldozatokat, és takarékos, szigorúan vegetáriánus étrenden élt. Egy minimalista nézet szerint egész életét szülőföldje, Kis-Ázsia (Törökország) és Észak-Szíria városaiban töltötte, különösen szülővárosában, Tianában, Epheszosz, Aegaében és Antiokheiában, bár a levelek szélesebb körű utazásokra utalnak, és úgy tűnik, nincs okunk tagadni, hogy sok vándorló filozófushoz hasonlóan ő is megfordult legalább Rómában. Ami filozófiai meggyőződését illeti, egyik írásának érdekes, valószínűleg hiteles töredéke áll rendelkezésünkre (Az áldozatokról), amelyben kifejti nézetét, miszerint Isten, aki a legszebb lény, nem befolyásolható imákkal vagy áldozatokkal, és nem kívánja, hogy az emberek imádják, hanem egy nous (értelem) bevonásával végzett szellemi eljárással érhető el, mert ő maga tiszta nous, és a nous az emberiség legnagyobb képessége.

## Fordítás
Ez a szócikk részben vagy egészben  az   Apollonius of Tyana című angol Wikipédia-szócikk ezen változatának fordításán alapul.  Az eredeti cikk szerkesztőit annak laptörténete sorolja fel. Ez a jelzés csupán a megfogalmazás eredetét és a szerzői jogokat jelzi, nem szolgál a cikkben szereplő információk forrásmegjelöléseként.